# Drumul european E611
Drumul european 611 pornește din Lyon și se îndreaptă spre autostrada A40, urmând traseul autostrăzii franceze A42, cu care este suprapus.

## Traseu
| Franța |                   |            |                              |
|        | Traseu            |            | Intersecții Drumuri Europene |
| A42    | Lyon - Pont-d'Ain | Neyron     | E15                          |
| A42    | Lyon - Pont-d'Ain | Pont-d'Ain | E21 E62                      |